# Helene-Weber-Berufskolleg

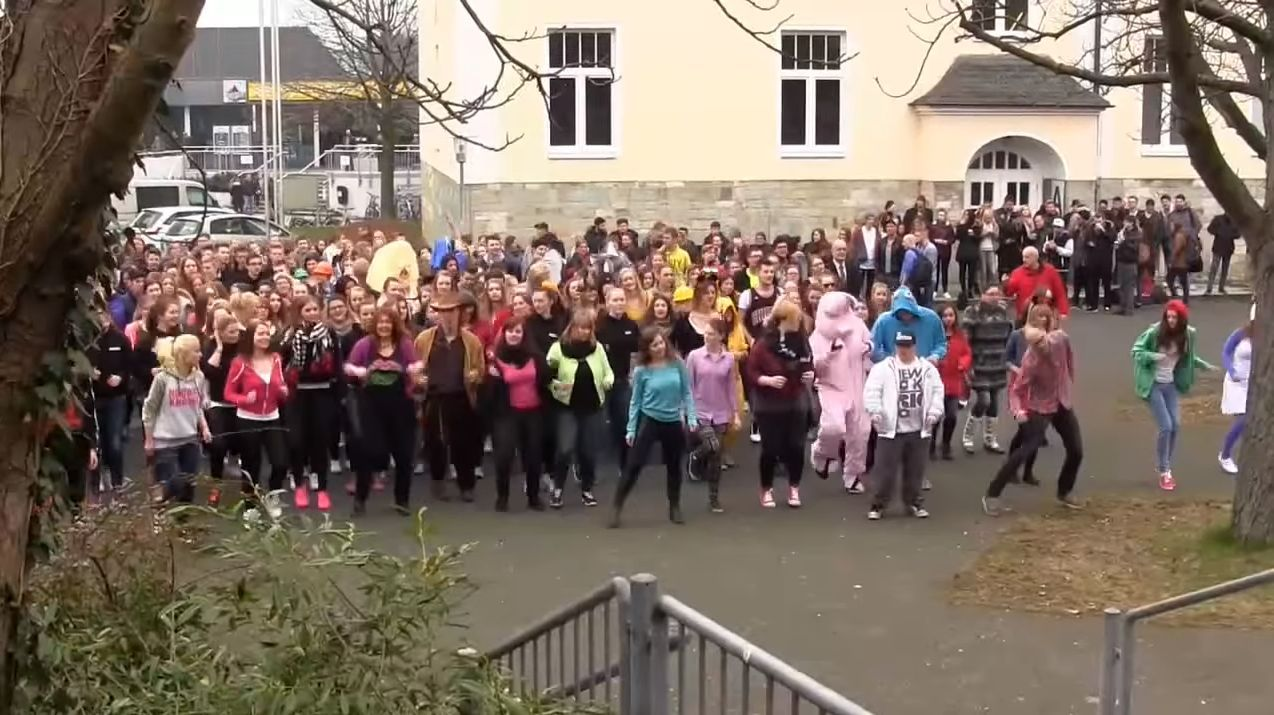
Flashmob des HWBK zum 90-jährigen Bestehen 24. März 2015

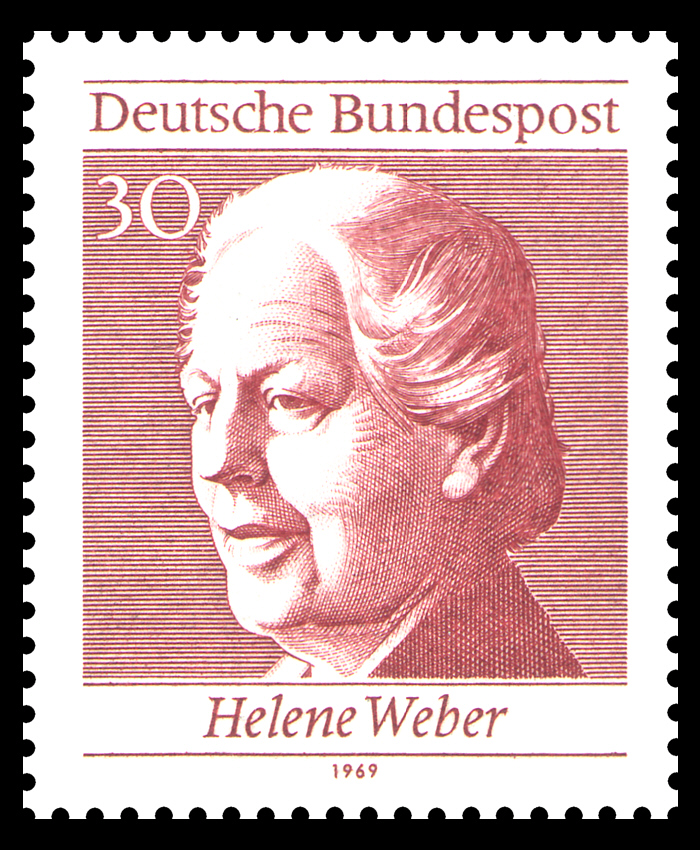
Helene Weber
Briefmarke 1969 aus dem Block 50 Jahre Frauenwahlrecht in Deutschland

Das Helene-Weber-Berufskolleg ist ein Berufskolleg in Paderborn.
Der Name erinnert an Helene Weber, eine der vier „Mütter“ des Grundgesetzes. Mit dem Ludwig-Erhard-Berufskolleg und dem Richard-von-Weizsäcker-Berufskolleg bildet es das Bildungszentrum am Maspernplatz, das von ungefähr 7000 Schülern besucht wird. Alle drei Berufskollegs sind in der Trägerschaft des Kreises Paderborn. Gemeinsam mit dem Gregor-Mendel-Berufskolleg und dem Berufskolleg Schloss Neuhaus kooperieren diese Berufskollegs unter einer gemeinsamen Dachmarke.

## Bildungsgänge
Das Helene-Weber-Berufskolleg bietet Berufsabschlüsse in verschiedenen Bildungsgängen an und ermöglicht allgemeinbildende Abschlüsse bis hin zur Allgemeinen Hochschulreife.

### Duales System
Als Partner der gewerblichen Wirtschaft werden die Auszubildenden der folgenden
Ausbildungsberufe in der Berufsschule des HWBK beschult:
- Friseurin/Friseur

Gastgewerbliche Berufe
• Fachkraft im Gastgewerbe
- Köchin/Koch
- Hotelfachfrau/Hotelfachmann
- Restaurantfachfrau/Restaurantfachmann
- Fachkraft im Gastgewerbe

Berufe des Lebensmittelhandwerks
- Bäckerin/Bäcker
- Fleischerin/Fleischer
- Fachverkäuferin/Fachverkäufer im Lebensmittelhandwerk Schwerpunkt: Bäckerei/Konditorei oder Fleischerei

### Ausbildungsvorbereitung
Jugendliche, die noch keinen Ausbildungsplatz gefunden haben, können sich am HWB im Rahmen der Ausbildungsvorbereitung sowie der einjährigen Berufsfachschule durch höhere Schulabschlüsse und/oder die erworbenen beruflichen Kenntnisse für eine duale Ausbildung qualifizieren. Als Alternative besuchen diese Jugendlichen zur Erfüllung der Berufsschulpflicht in Kooperation mit Angeboten freier Bildungsträger berufsfeldbezogene Klassen in Teilzeitform.

### Berufsfachschule
Die Schüler der 2-jährigen Berufsfachschule können am HWB staatlich geprüfte Berufsabschlüsse (Kinderpflegerin, Sozialassistentin, Assistentin für Ernährung und Versorgung) erwerben. Diese Abschlüsse dienen als Eingangsvoraussetzungen für höherwertige Ausbildungen, z. B. zur Erzieherin oder Kranken- und Altenpflegerin.
Parallel zum Berufsabschluss erwerben die Schüler den mittleren Schulabschluss (Fachoberschulreife).

### Fachoberschule
Die Fachoberschule am HWB mit den fachlichen Schwerpunkten Gesundheit, Soziales und Gestaltung besuchen Schüler und Schüler mit dem Ziel der Fachhochschulreife („Fachabitur“).

### Berufliches Gymnasium
Im Beruflichen Gymnasium für Gesundheit und Soziales erwerben die Abiturienten die Allgemeine Hochschulreife und können den Abiturbildungsgang mit der Ausbildung zum/zur staatlich anerkannten Erzieher/in oder dem Erwerb des Zertifikats zum Freizeitsportleiter kombinieren. Das profilbildende Leistungskursfach ist entsprechend der Schwerpunktsetzung Gesundheit, Erziehungswissenschaften oder Sport. Die Schüler in der Doppelqualifikation (AHR + Erzieher/in) haben Deutsch als 2. Leistungskurs, die anderen Zweige Biologie.

### Fachschule
Als eine Weiterbildungseinrichtung bildet das HWBK in der 3-jährigen Fachschule für Sozialwesen das qualifizierte Kindertagesstättenpersonal aus. Nach dem Fachschulexamen tragen die Absolventen die Berufsbezeichnung „zur staatlich anerkannten Erzieherin/zum staatlich anerkannten Erzieher“.

## Besonderheiten
Auszubildenden des Gastgewerbes werden in gastronomischen Küchen und im Übungsrestaurant geschult.
Schüler der Ausbildungsvorbereitung arbeiten das Schuljahr hindurch im Projekt Pausenladen. Dabei bieten sie allen Schülern sowie Lehrekräften zwei Mal pro Woche ein Mittagessen und andere Snacks.
Die Auszubildenden der Berufsschule für Fleischer nehmen regelmäßig mit ihren Unterrichtsprodukten an DLG-Prüfungen teil. Wegen der zahlreichen erworbenen Goldmedaillen erhielt das Helene-Weber-Berufskolleg 2016 zum fünften Mal den Landesehrenpreis des Umweltministeriums NRW.

## Die besonderen Stärken des Helene-Weber-Berufskollegs
„Die besonderen Stärken des Helene-Weber-Berufskollegs liegen in der Förderung der Selbstständigkeit von Schülern, einem vorbildlich ausgestalteten und umgesetzten Beratungsangebot für Schüler, einer offen und konstruktiven Kommunikation der Lehrkräfte des Berufskollegs untereinander und der sehr hohen Zufriedenheit aller Beteiligten mit dem Arbeitsplatz und ihrer Schule. Darüber hinaus bietet die Schule allen Lernenden eine fundierte fachliche und an der Praxis orientierte Ausbildung in den angebotenen Berufsfeldern.“